# Роберт Шуман
За френския политик вижте Робер Шуман.
Ро̀берт Шу̀ман (на немски: Robert Schumann) е германски композитор и пианист, сред най-видните представители на романтизма от първата половина на XIX век, както и популярен музикален критик.
Интелектуалец, но също така и естет, неговата музика отразява дълбоката личностна същност на романтизма. Интроспективен и често капризен, неговата ранна музика е опит да скъса с традициите на класицизма. Недобре разбран по своето време, много голяма част от неговата музика днес се счита за дръзко оригинална като хармония, ритъм и форма. Той стои начело на редицата от немски романтици.

## Биография
Шуман е роден в саксонското градче Цвикау на 8 юни 1810 г. Баща му Фридрих Август Шуман е талантлив син на беден пастор, но поради липса на финансови средства не може да завърши висше образование. Заедно с брат си събира богата библиотека, от която децата му обогатяват своя художествен кръгозор. Фридрих се жени за Йохана Шнабел – дъщеря на лекар, но със значително по-ограничен духовен мир. Те имат шест деца, най-малкото от които е бъдещият композитор. Фридрих Шуман поощрява всячески влечението към изкуството у своите деца, дава им солидно образование. Роберт е умно, впечатлително и крайно сантиментално дете, със силно развито въображение и отрано проявени големи способности. Детството и юношеството прекарва в родния си Цвикау, тогава наброяващо едва 5000 жители – занаятчии, търговци и чиновници, с ограничен културен живот.

На 6-годишна възраст Роберт свири доста добре на пиано и съчинява няколко танцувални пиеси. Баща му, като забелязва дарбата и интереса на детето към музиката, му купува концертен роял. На 7-годишна възраст Роберт учи пиано при музикалния педагог Йохан Готфилд Кунтч. Момчето възприема леко и бързо изпълнителското изкуство, проявява голяма самостоятелност. Учуденият Кунтч казва: 
| „ | Момчето свири по начин, съвсем различен от този, който му показвам, но изпълнението му винаги е така убедително и оригинално, че аз мога да му давам съвсем малки упътвания. Хората ще заговорят за него. | “ |

Често свири на пиано с учителя си, на 4 ръце, произведения от Хайдн, Моцарт, Бетховен, Вебер, Хумел и други.
Роберт Шуман получава образованието си в гимназията в родния си град. Запознава се с произведенията на Байрон и Жан Паул и става техен страстен поклонник. Привлечен е от професионалната литературна работа и се увлича от филологията. Неговите литературни съчинения в училище са на много високо ниво и често пише статии за енциклопедиите за издателската дейност на баща си. В младежките си години се колебае дали да се посвети на литературата или на музиката. По-късно в своите произведения ще отрази настроенията и впечатленията си от литературните произведения на романтизма.
След смъртта на баща си в 1828 г., по настояване на овдовялата си майка, Роберт Шуман постъпва в Университета в Лайпциг, за да учи право, но страстта му към музиката продължава. На следващата година се премества в Хайделбергския университет, а две години по-късно, със съгласието на майка си, започва да взема уроци по пиано при известния тогава Фридрих Вик и по композиция при Г. Дорн. Потопява се изцяло в музиката, опитвайки се да навакса времето, изгубено в университета. Наклонностите му обаче не са само в областта на музиката, тъй като под влияние на баща си Роберт е и много добър литератор и новелист. Заедно с брат си се заемат с дейността на книжарницата и на издателската къща „Братя Шуман“ (Gebruder Schumann) в Цвикау, наследство от баща им.
Шуман не успява да реализира мечтата си да стане голям пианист, тъй като при своите фанатични експерименти, упражнявайки се с механично устройство да укрепи мускулите на ръцете, вместо да усъвършенства техниката си на пианист, през 1831 – 1832 г. губи възможността си да използва безименния пръст на дясната си ръка. Тогава решава да се посвети на композирането. Интроспективен и оригинален с първите си композиции, Шуман се опитва да скъса с традицията на класическите форми и структури, които той счита за прекалено ограничаващи. Творчеството му привлича вниманието на мнозина и се озовава в центъра на кръг от млади музиканти и любители на музиката. През своя живот той пътува много в Италия. Посещава Милано, Бреша, Венеция и остава очарован от италианската музика. Загубата на майка му и на двамата му братя го оставят дълбоко разстроен до края на живота му.
През 1834 г. Роберт Шуман решава да започне издаването на списанието за музика „Neue Zeitschrift fur Musik“ (Ново музикално списание), предназначено да се противопостави на старите методи на преподаване, което според него пречи на развитието на изкуството, но също така е и срещу натрапчивото аматьорство. То се превръща в едно от най-влиятелните печатни музикални издания. Между 1835 и 1844 г. Шуман пише сам по-голямата част от статиите за списанието. Като негов редактор прави редица сериозни изследвания, но ранните му творби не намират подкрепа в приятелския му кръг, а за широката общественост се оказват твърде сложни. През октомври 1838 г. композиторът отива във Виена, но в началото на април през следващата година се връща в Лайпциг. Става доктор по философия в Лайпцигския университет. През този период Шуман се влюбва в дъщерята Клара Вик на своя учител, която също е талантлива пианистка и композиторка. Когато ѝ прави предложение за женитба, нейният баща е категорично против, тъй като въпреки огромния талант на Роберт, той вижда в него липсата на душевно равновесие. Въпреки това на 12 септември 1840 г. двамата влюбени се женят. Първите години от съвместния им живот са много щастливи и се оказват изключително плодотворни за младия композитор. Впоследствие им се раждат 8 деца.
Шуман, който дотогава е посветен изключително на композиции за пиано, започва да създава камерни и симфонични произведения. През 1843 г. композициите му се различават с по-разнообразен състав, но сред тях преобладават хоровите творби (без съмнение най-неразбраните от работата на Шуман). Основателят на консерваторията в Лайпциг – Феликс Менделсон Бартолди, кани Шуман да преподава и той приема. Една година по-късно заедно със съпругата си предприемат турне в Русия, където са приети с големи почести. Посещават Санкт Петербург и Москва, а след това Лайпциг и Дрезден. Тогава за първи път се проявяват признаците на нервното разстройство на композитора.
След възстановяването си Роберт Шуман поема ръководството на местното филхармонично дружество (1847), а през 1848 г. основава смесени хорови общества. 2 години по-късно е обявен за генерален директор по музика в Дюселдорф. Но симптомите на психическата му нестабилност се влошават. Шуман страда от амнезия, остава замислен в продължение на часове и заради състоянието му през есента на 1853 г. не подновяват договора му. Заедно със съпругата си посещават Нидерландия, но той отново получава нервни пристъпи. През 1854 г. се опитва да сложи край на живота си, хвърляйки се в Рейн. Изпратен е на лечение в психиатрична болница в Ендених, близо до Бон. В продължение на 2 години е подпомаган от съпругата си и от своя приятел Брамс, които остават с него до смъртта му. Предполага се, че здравословните проблеми, които придружават Шуман в продължение на дълги години, се дължат на инфекция от сифилис.
Роберт Шуман умира в Бон на 29 юли 1856 г.

## За него
- Hermann Abert, Robert Schumann. Berlin 1903. (пълен текст в zeno.org)
- Veronika Beci, Robert und Clara Schumann. Musik und Leidenschaft. Artemis & Winkler, Düsseldorf 2006, ISBN 3-538-07223-X.
- Wolfgang Boetticher, Robert Schumann – Einführung in Persönlichkeit und Werk., Berlin 1941. Überarbeitete Neuausgabe unter dem Titel: Robert Schumann – Leben und Werk. Noetzel Verlag 2004, ISBN 3-7959-0804-3.
- Ernst Burger, Robert Schumann – Eine Lebenschronik in Bildern und Dokumenten. Schott Verlag, Mainz 1999, ISBN 3-7957-0343-3.
- Martin Demmler, Robert Schumann. „Ich hab’ im Traum geweinet“. Eine Biografie. Reclam, Leipzig 2006, ISBN 3-379-00869-9.
- Arnfried Edler, Robert Schumann und seine Zeit. 3., korrigierte und erweiterte Auflage. Laaber-Verlag, 2008, ISBN 978-3-89007-653-9.
- Arnfried Edler, Robert Schumann. (= Wissen in der Beck’schen Reihe. 2474). München 2009, ISBN 978-3-406-56274-7.
- Martin Geck, Robert Schumann: Mensch und Musiker der Romantik. Biografie. Siedler, München 2010, ISBN 978-3-88680-897-7.
- Peter Gülke, Robert Schumann: Glück und Elend der Romantik. Zsolnay, Wien 2010, ISBN 978-3-552-05492-9.
- Helmut Loos, Robert Schumann: Werk und Leben. Edition Steinbauer, Wien 2010, ISBN 978-3-902494-44-3.
- Barbara Meier, Robert Schumann. Überarbeitete Neuausgabe, Rowohlt Verlag, Reinbek 2010, ISBN 978-3-499-50714-4.
- Michael Musgrave, The life of Schumann. Cambridge Univ. Press, Cambridge u. a. 2011, ISBN 978-0-521-80248-2.
- Ulrich Tadday (Hrsg.). Schumann Handbuch. Kassel und Stuttgart 2006, ISBN 3-476-01671-4.